# 원즈워스

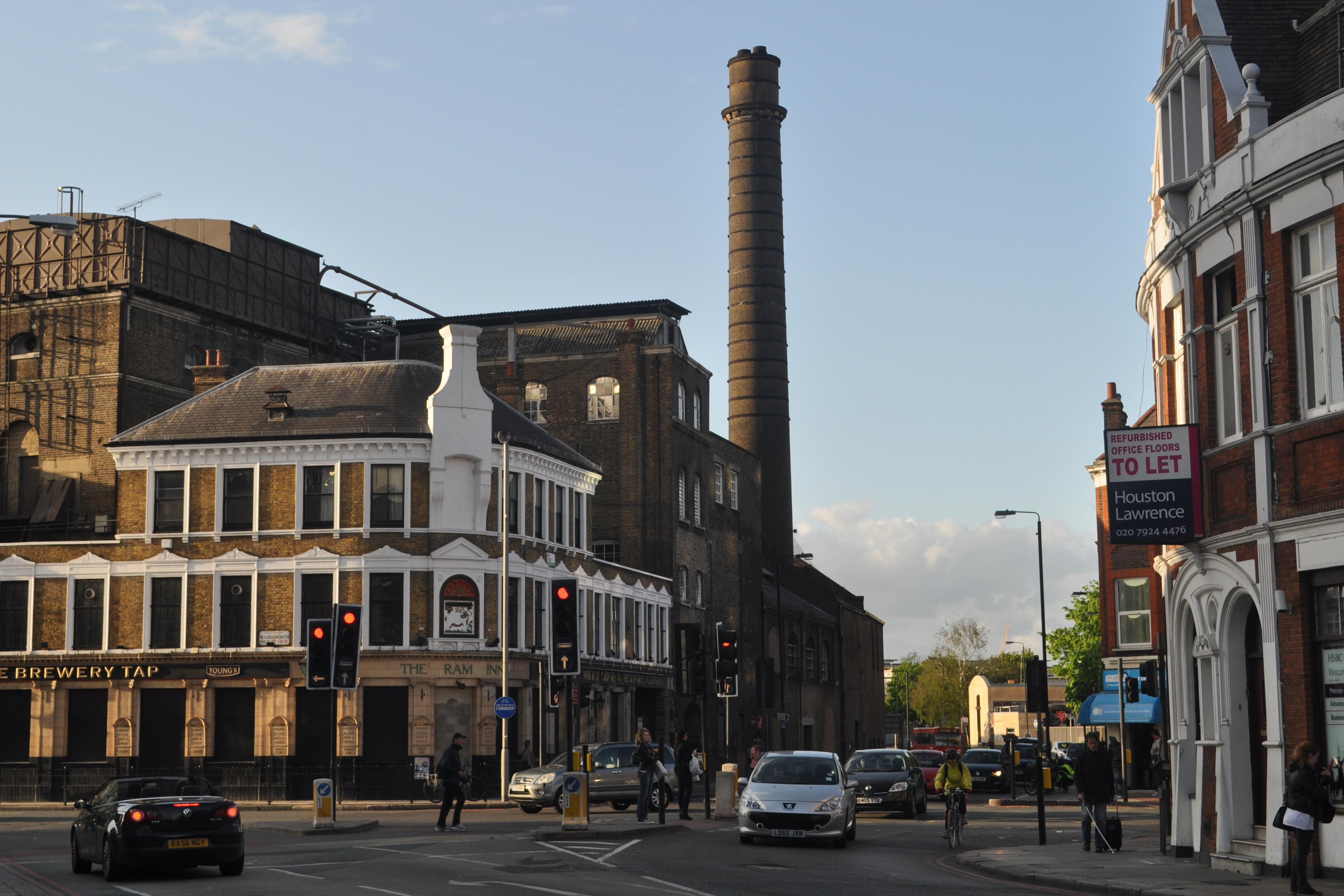

원즈워스(Wandsworth)는 잉글랜드 런던 원즈워스 구에 위치한 지역이다. 채링크로스로부터 7.4 km 떨어진 위치에 있다. 이 지역은 런던 플랜에서 그레이터런던의 주요 지점 35개 중 하나로 선정되어 있다.